# 하르한 애리
하르한 애리 노파완(Haruehun Airry Noppawan, หฤหรรษ์ แอร์รี่ นพวรรณ, 1986년 9월 6일-)은 타이의 사진가이다.

## 일대기
하르한 애리는 쭐랄롱꼰 대학교 커뮤니케이션 경영학과의 학사로 졸업하였다. 애리는 2008년에 미스 타일랜드 유니버스 2006인 참 오사타논(Charm Osathanond)의 사진을 찍기 시작하면서 사진가로 데뷔하였다. 그는 태국 적십자로부터 HIV/AIDS 교육을 판촉하기 위한 홍보대사로 임명되었다.

## 특징
애리는 남성 모델들의 사진을 주로 찍고 있다. 그가 학생이었던 시절부터 아시아의 소셜 미디어 공간에서 널리 출판되어 퍼졌고, 후에는 Attitude와 Men's Health 와 같은 세계적으로 잘 알려진 출판물들을 통해 알려졌다. 그의 작품은 종종 Dolce & Gabbana와 DKNY 그리고 Armani Exchange와 같은 브랜드와 같이 작업하였다. 또한 그는 신인 남성 모델들을 예능계로 이끌었다. 하르한 애리는 동남아시아에서 그가 이전에 미스터 인터내셔널 시리즈 사진을 찍었던 누드 사진집이 출판된 이후에 인터넷 센세이션과 함께 대중적인 반향을 일으켰다. 그는 유명한 사진작가와 동시에 소셜 미디어 전문가이다. 세계에서 가장 큰 홍보기관 중 하나인 Burson-Marsteller는 그가 Burson-Marsteller 아시아 태평양 소셜 미디어 연구에 공헌을 인정했다. 태국어로 발매된 첫번 째 Attitude 잡지에서는 하르한 애리가 가장 성공한 젊은 사진작가라고 알렸다. 대한민국 출신의 모델인 스테판 손과 이지호를 발굴 하여 타이의 패션 모델계에 진출시킴으로써 매니지먼트에도 큰 활약을 하고 있다.그의 작품은 신체 긍정과 자기 수용을 촉진하며, 모델들이 창작 과정에 참여하도록 하여 자신감을 북돋아준다. 이 노출은 종종 모델들에게 직업적인 기회를 제공한다. Haruehun의 사진은 전통적인 남성성을 도전하고 아시아 남성 신체의 시각 예술에서의 대표성을 높인다.

## 같이 보기
- 이지호
- 스테판 손